# ダリル・スクーノヴァー
ダリル・スクーノヴァー（Darrill Schoonover、1985年6月18日 - ）は、アメリカ合衆国の男性総合格闘家。ドイツ・バーデン＝ヴュルテンベルク州カールスルーエ出身。テキサス州エルパソ在住。レッドスパイダーMMA所属。

## 来歴
父親の赴任先であるドイツのカールスルーエ米軍基地で生まれた。高校在学中の17歳からブラジリアン柔術、柔道、グラップリング、ムエタイのトレーニングを始め、卒業後の2004年9月から陸軍に入隊した。2008年からはプロ総合格闘技の試合に出場し、10戦全勝無敗（全てKOまたは一本）の成績を残した。

### TUF
2009年、プロ公式戦10戦全勝のままリアリティ番組「The Ultimate Fighter」のシーズン10に参加。6位指名でラシャド・エヴァンス率いるチーム・ラシャドに所属した。
シーズン中は相手チームのコーチであるクイントン・"ランペイジ"・ジャクソンからTitties（おっぱい）というあだ名で呼ばれ続けていたため、ジャクソンとのライトヘビー級での対戦を希望していた。トーナメントでは1回戦でチーム・ランペイジのザク・ジェンセンを三角絞めで破るが、2回戦でチーム・ランペイジのマーカス・ジョーンズにKO負けを喫し、シーズンから脱落した。

## 戦績
| 総合格闘技 戦績 | 総合格闘技 戦績 | 総合格闘技 戦績 | 総合格闘技 戦績 | 総合格闘技 戦績 | 総合格闘技 戦績 | 総合格闘技 戦績 |
| --------------- | --------------- | --------------- | --------------- | --------------- | --------------- | --------------- |
| 11 試合         | (T)KO           | 一本            | 判定            | その他          | 引き分け        | 無効試合        |
| 10 勝           | 5               | 5               | 0               | 0               | 0               | 0               |
| 1 敗            | 1               | 0               | 0               | 0               | 0               | 0               |

| 勝敗 | 対戦相手                     | 試合結果                   | 大会名                                                       | 開催年月日    |
| ×    | ジェイムス・マクスウィーニー | 3R 3:20 TKO（膝蹴り）      | The Ultimate Fighter: Heavyweights Finale                    | 2009年12月5日 |
| ○    | レックス・リチャーズ         | 4R 1:19 TKO（パンチ連打）  | Shark Fights 4 【Shark Fightsヘビー級王座決定戦】            | 2009年5月2日  |
| ○    | ジャスティン・ハワード       | 3R 2:07 TKO                | XFC: Texas Battleground                                      | 2009年2月27日 |
| ○    | ジョージ・パス               | 2R 1:21 肩固め             | Katana Cagefighting: Conquest                                | 2008年12月6日 |
| ○    | マーク・ホラータ             | 1R 2:33 TKO（パンチ連打）  | Freestyle Cage Fighting 23                                   | 2008年9月21日 |
| ○    | ブライアン・ライトフット     | 2R 0:33 TKO（パンチ連打）  | Katana Cagefighting: Equi-Knocks                             | 2008年8月23日 |
| ○    | ダグ・ウィリアムズ           | 2R 2:51 ギブアップ         | Xtreme Fighting Championships                                | 2008年6月14日 |
| ○    | コーリー・ベリーノ           | 2R 2:03 肩固め             | Katana Cagefighting                                          | 2008年5月17日 |
| ○    | クリス・ホーク               | 1R 4:40 チョークスリーパー | Art of War: Gis vs Pros                                      | 2008年4月19日 |
| ○    | ダグ・ウィリアムズ           | 2R 1:11 KO（パンチ連打）   | NLF: Heavy Hands                                             | 2008年1月26日 |
| ○    | マット・ターロー             | 1R 1:16 チョークスリーパー | Bonecrunch Fighting: Tampa Terrors vs. Port St. Lucie Devils | 2008年1月12日 |

## 獲得タイトル
- 初代Shark Fightsヘビー級王座（2009年）